# フラジェリン

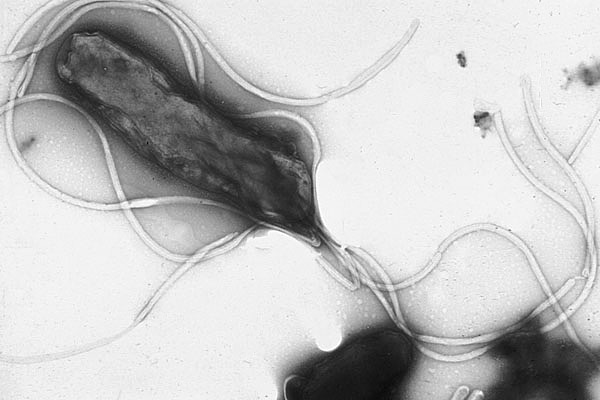
ピロリ菌の電子顕微鏡写真。菌体の後端から伸びた数本の鞭毛は、主にフラジェリンによって構成されている

フラジェリン（英：flagellin）とは、細菌の鞭毛を構成するタンパク質の1種である。大きさはおおよそ3万～6万Da。鞭毛の主成分であり、有鞭毛型細菌の菌体には多量に含まれている。

## 構造
フラジェリンの構造は鞭毛がらせん状の形態をとるために重要であり、鞭毛の適切な機能の維持に役立っている。
フラジェリンタンパク質の両端（N末端およびC末端）は全体の内核を形成し、フラジェリン同士の繊維状重合に関与している。フラジェリンの中心部分は鞭毛の外表面に現れる。タンパク質の両端部分は全ての有鞭毛型細菌でよく似ている一方、中心部分は多様性に富んでいる。

## 免疫反応

### 哺乳類
哺乳類は細菌の鞭毛抗原に対して、獲得免疫（抗原提示およびT細胞が関与する）による免疫反応を示すことが多い。ある種の細菌は複数のフラジェリン関連遺伝子の発現を切り替えることで、この免疫応答による排除を回避することができる。
フラジェリンに対して免疫反応が起きやすい理由として、2つの事実が挙げられている。1つはフラジェリンが有鞭毛細菌には極めて多量に含まれていることであり、もう1つは自然免疫に関与するToll様受容体の1種（TLR5）がフラジェリンを認識することである。

### 植物
フラジェリンのN末端には22個の共通したアミノ酸配列（flg22）が存在し、この部位は植物の防御システムを活性化することが報告されている。シロイヌナズナでは、受容体様キナーゼの1種であるFLS2（flagellin-sensitive-2）を介してフラジェリン認識が行われる。MAPキナーゼはシグナル物質として振舞うほか、900以上の遺伝子がflg22により影響を受ける。合成flg22ペプチド処理を受けると、細菌の侵襲に対し抵抗性を獲得することが知られている。